# Iloilo Sports Complex
Iloilo Sports Complex, znany również jako Iloilo Sports Center – wielofunkcyjny ośrodek sportowy położony w dzielnicy La Paz w Iloilo City, na Filipinach. Obiekt posiada 7000 miejsc siedzących.
Na terenie obiektu znajdują się: basen olimpijski, boisko piłkarskie, owalna bieżnia, dwa boiska do siatkówki, dwa boiska do koszykówki, dwa korty tenisowe i cztery korty do badmintona, oraz sala gimnastyczna, położona 200 metrów od głównego kompleksu.

## Rozgrywki
Iloilo Sports Complex stał się również kluczowym miejscem rozgrywek piłki nożnej. Drużyna piłkarska Iloilo F.A. regularnie rozgrywa tutaj mecze domowe, a w lutym 2018 roku Kaya Futbol Club uczynił kompleks swoim domem. Philippines Football League, zarządzana przez Liga Futbol Inc., zatwierdziła korzystanie z boiska na mecze ligowe Kaya FC od 20 kwietnia 2018 roku.